# Jean Behra
Jean Behra (ur. 16 lutego 1921, zm. 1 sierpnia 1959) – francuski kierowca wyścigowy Formuły 1 w latach 1952–1959. Jeździł w bolidzie zespołów Gordini, Maserati, Ken Kavanagh, BRM oraz Scuderia Ferrari. Zginął na torze AVUS podczas Grand Prix Niemiec 1959.